# Francine Niyonsaba
Francine Niyonsaba (ur. 5 maja 1993 w Bweru) – burundyjska lekkoatletka specjalizująca się w biegach średnich i długich. Srebrna medalistka olimpijska igrzysk w Rio de Janeiro (2016) w biegu na 800 metrów.
W 2012 została mistrzynią Afryki oraz startowała w finałowym biegu podczas igrzysk olimpijskich w Londynie. W marcu 2016 sięgnęła po złoto halowych mistrzostw świata w Portland. Kilka miesięcy później została wicemistrzynią olimpijską na dystansie 800 metrów. Srebrna medalistka mistrzostw świata w Londynie (2017).

## Osiągnięcia
| Rok  | Impreza                   | Miejsce        | Konkurencja           | Pozycja    | Wynik    |
| ---- | ------------------------- | -------------- | --------------------- | ---------- | -------- |
| 2012 | Mistrzostwa Afryki        | Porto-Novo     | bieg na 800 metrów    | 1. miejsce | 1:59,11  |
| 2012 | Igrzyska olimpijskie      | Londyn         | bieg na 800 metrów    | 6. miejsce | 1:59,63  |
| 2016 | Halowe mistrzostwa świata | Portland       | bieg na 800 metrów    | 1. miejsce | 2:00,01  |
| 2016 | Igrzyska olimpijskie      | Rio de Janeiro | bieg na 800 metrów    | 2. miejsce | 1:56,49  |
| 2017 | Mistrzostwa świata        | Londyn         | bieg na 800 metrów    | 2. miejsce | 1:55,92  |
| 2018 | Halowe mistrzostwa świata | Birmingham     | bieg na 800 metrów    | 1. miejsce | 1:58,31  |
| 2021 | Igrzyska olimpijskie      | Tokio          | bieg na 5000 metrów   | eliminacje | DSQ      |
| 2021 | Igrzyska olimpijskie      | Tokio          | bieg na 10 000 metrów | 5. miejsce | 30:41,93 |

## Rekordy życiowe
- bieg na 800 metrów (stadion) – 1:55,47 (21 lipca 2017, Monako) rekord Burundi
- bieg na 800 metrów (hala) – 1:58,31 (4 marca 2018, Birmingham) rekord Burundi
- bieg na 2000 metrów – 5:21,56 (14 września 2021, Zagrzeb) były rekord świata, rekord Afryki, 2. wynik w historii światowej lekkoatletyki
- bieg na 3000 metrów – 8:19,08 (28 sierpnia 2021, Paryż) rekord Burundi, 6. wynik w historii światowej lekkoatletyki
- bieg na 5000 metrów – 14:25,34 (3 września 2021, Bruksela) rekord Burundi
- bieg na 10 000 metrów – 30:41,93 (7 sierpnia 2021, Tokio) rekord Burundi